# Cláudio Martins
Cláudio Martins (Barbalha, 10 de maio de 1910 - Fortaleza, 17 de junho de 1995), foi um advogado, professor e escritor brasileiro, membro e presidente da Academia Cearense de Letras.

## Biografia
Filho de Antônio Martins de Jesus e Antônia Leite Martins. Era irmão do escritor e jurista Fran Martins, do poeta Martins d'Alvarez e do renomado jurista Antônio Martins Filho, fundador e reitor Universidade Federal do Ceará.
Bacharel pela Faculdade de Direito do Ceará, em 1937, foi notário público, professor da Faculdade de Direito da UFC e da Faculdade de Ciências Econômicas da UFC. Especialista em Elementos de Finanças e Legislação Fiscal, participou de vários governos como titular das Secretarias Estaduais de Administração, de Educação e da Fazenda. Membro e presidente do Conselho Estadual de Educação do Ceará.
Pertenceu ao Grupo Clã. Recebeu a Medalha José de Alencar e o Troféu Sereia de Ouro. Ingressou na Academia Cearense de Letras no dia 10 de janeiro de 1969 na vaga deixada por Cursino Belém de Figueiredo, ocasião em que foi saudado pelo poeta Otacílio Colares. Ocupou a cadeira número 31, cujo patrono é o filósofo Farias Brito. Foi eleito presidente da Academia em 1975, tendo permanecido na direção do sodalício até 1992. Teve uma gestão profícua, dando um grande impulso aos programas culturais da entidade. Graças a sua iniciativa o Palácio da Luz passou a ser a sede da Academia Cearense de Letras. Foi membro do Instituto do Ceará.

## Obras

### Poesia
- Poemas, 1962;
- 30 poemas para ajudar, 1969,[10]
- Viagem no arco-íris, 1974,
- Metamorfose, 1977 (poesia);
- Sonetos e trovas, 1981;
- Sonetos descartáveis, 1983;
- Rimas sem rumo, 1986;
- Rimas presas, 1986,[11]
- Rimas ao acaso, 1988;
- Reincidência - de Beaudelaire a Petrarca, 1991;
- Vaivém (sonetos e rovas), 1991;
- Teimosice, 1994.

### Economia e Direito
- Elementos de Finanças e de Legislação Fiscal, 1a ed. 1942 e 2a ed. 1944;
- Normas gerais do Direito Tributário, 1969;
- Introdução ao Estudo das Finanças Públicas, 1970;
- Direito Notarial, 1974.

## Homenagens
- Em 1989 recebeu o Troféu Sereia de Ouro, do Grupo Edson Queiroz, entregue pelo Sistema Verdes Mares.[12]
- A ACL criou a Medalha Cláudio Martins.[13]